# David Bensoussan
Pour les articles homonymes, voir Bensoussan.
 (septembre 2024).
Il peut être nécessaire de l'améliorer pour respecter le principe de neutralité de point de vue. 

David Bensoussan est un ancien président de la Communauté sépharade unifiée du Québec de 2005 à 2009. Il est l'auteur de nombreux ouvrages littéraires, des essais historiques et un livre d'art.

## Biographie
David Bensoussan est titulaire d'un doctorat en électronique de l'Université McGill. Il a publié de nombreux ouvrages dans les domaines des télécommunications (hyperfréquences, fibres optiques, téléphonie et communication numérique) et de l’automatique (linéaire, non linéaire et robuste) et déposé de nombreux brevets dans le domaine de l’énergie. Bensoussan a aussi un long passé d’engagement dans des organisations philanthropiques. Il a été lauréat de la Fondation Matsumae du Japon en 1988, du prix Haïm Zafrani de l’Institut universitaire Élie Wiesel en 2012 et de la Médaille du Jubilé de diamant de la Reine Elizabeth II.

## Publications
- 2002 : La Bible prise au berceau, Ouvrage en trois volumes, Éditions Du Lys, Montréal,  (ISBN 2-922505-01-4, 2-922505-02-2 et 2-922505-03-0), 297p., 1998. préfacé par André Chouraqui.
- 2002 : Témoignages - Souvenirs de reflexions sur l'œuvre de l'Alliance israélite Universelle - En collaboration avec Edmond Elbaz, Éditions Du Lys, Montréal,  (ISBN 2-922505-16-2) 206 p., 2002
- 2006 : L'âge d'or sépharade en Espagne Éditions Du Lys, Montréal,  (ISBN 2922505200),202 p., 2006
- 2010 : Anthologie des auteurs sépharades du Québec, Éditions du Marais, Montréal, 2010,  (ISBN 9782923721132)
- 2007 : L'Espagne des trois religions, L'Harmattan, Paris,  (ISBN 9782296041349)
- 2004 : Mariage juif à Mogador Éditions Du Lys, Montréal, en collaboration avec Asher Knafo (ISBN 2922505154)
- 2002 : Le Fils de Mogador, Éditions Du Lys, Montréal,  (ISBN 9782922505214)
- 2010 : Il était une fois le Maroc - Témoignages du passé judéo-marocain, Éditions Du Lys, Montréal,  (ISBN 2922505146), 2e édition, www.iuniverse.com, 2012  (ISBN 978-1-4759-2608-8), 620p. ebook  (ISBN 978-1-4759-2609-5). Prix Haïm Zafrani 2012 de l'Institut Élie Wiesel de Paris.
- 2011 : La Rosace du roi Salomon, Les Éditions Du Lys,  (ISBN 978-2-922505-23-8)
- 2012 : L'Énigme du roi Salomon, iuniverse,  (ISBN 9781469764368)
- 2014 : Le livre d'Isaie - Lecture commentée, Les Éditions du Lys,  (ISBN 978-2-922505-24-5), Les Éditions Du Marais,  (ISBN 978-2-923721-52-1), 278 p., 2014
  - Va mon bien-aimé - Lekha Dodi, Éditions Du Lys, Montréal, 2016  (ISBN 978-2-922505-25-2)
  - Florilèges, Éditions Du Lys, Montréal, 2024  (ISBN 978-2-922505-26-9), 344p.
  - L'arc-en-ciel du Cantique des cantiques, Éditions Du Lys, Montréal, 2024  (ISBN 978-2-922505-27-6), 340p.

- David Bensoussan, Anaïs Le Mouroux. 2023 « Réseaux mobiles et satellitaires : principes, calculs et simulations ». : Presses de l'Université du Québec. 600 p.
- Christian S. Gargour, Marcel Gabrea, David Bensoussan, Venkat Ramachandran. 2018 « Théorie et conception des filtres analogiques ». Québec : Presses de l'Université du Québec. 592 p.
- David Bensoussan. 2008 « Commande moderne : approche par modèles continus et discrets ». Montréal, Canada : Presses Internationales Polytechnique. 396 p.
- David Bensoussan. 2008 « Téléphonie numérique et téléphonie IP ». Québec : Presses de l’Université du Québec. 252 p.
- David Bensoussan. 2003 « Liaisons sans fil fixes pour la téléphonie ». Montreal, Canada : École de technologie supérieure. 171 p.
- David Bensoussan. 2001 « De la téléphonie numérique à la téléphonie Internet ». Montréal : École de technologie supérieure. 239 p.
- David Bensoussan. 2000 « Introduction à la communication par fibre optique : une approche pratique ». Montréal, Canada : École de technologie supérieure. 176 p.
- Christian S. Gargour, V. Ramachandran, David Bensoussan. 1993 « Théorie et conception des filtres analogiques ». Montréal, Canada : Presses de l’Université du Québec. 652 p.
- D. Bensoussan. 1984 « Emisores y receptores principios, propiedades, funciones ». Madrid : Instituto Oficial de Radio y Televisión. 107 p.
- D. Bensoussan. 1984 « La modulación : principios y métodos ». Madrid : Instituto Oficial de Radio y Televisión. 111 p.
- D. Bensoussan. 1984 « Reproducción del sonido ». Madrid : Instituto Oficial de Radio y Televisión. 134 p.
- David Bensoussan. 1983 « Las Antennas ». Espagne : Instituto oficial de radio y television.
- D. Bensoussan. 1981 « Émetteurs et récepteurs ». : Dunod. 101 p.
- David Bensoussan. 1981 « Reproduire le son : microphones et haut-parleurs ». Paris : Dunod. 133 p.
- D. Bensoussan. 1980 « La modulation : principes et méthodes ». Paris; Montréal : Dunod; Teccart. 104 p.
- David Bensoussan. 1980 « Les Antennes ». Paris : Dunod. 152 p.
- David Bensoussan. 1978 « Cours sur les communications : 26 brochures d'enseignement ». Montréal : Institut Teccart.

Ouvrages collectifs:
- 2000 : Juifs et Canadiens français dans la société québécoise, Collectif sous la direction de Pierre Anctil, Ira Robinson et Gérard Bouchard, Les Éditions Septentrion, 198 P., 1999  (ISBN 2-89448-148-9).
- 2009 : Le livre sépharade, 50e anniversaire de la Communauté sépharade unifiée du Québec, édité par David Bensoussan, 647 p.
- 2010 : Hommage, Marcel Leibovici – In Memoriam, Revue des Études des civilisations Anciennes du Proche-Orient, Département d’histoire, Université du Québec à Montréal, Hors-série no 1, (ISSN 1480-0322).
- 2012 : L’alliance des civilisations et des cultures : De la stratégie à l’action, Les réussites et les échecs du dialogue des cultures et des croyances : Une perspective basée sur l’expérience judéo-marocaine." Deuxième édition du Forum mondial sur les civilisations et la diversité culturelle; Éditions Centre Sud Nord, 2012, p. 45–52
- Chroniques des présidents de la Communauté, Présence sépharade au Québec, 1966-2022, Éditions Balzac, Montréal, 2023,  (ISBN 2921468840), 198 p.
- Ouvrages techniques
  - David Bensoussan, Anaïs Le Mouroux. 2023 « Réseaux mobiles et satellitaires : principes, calculs et simulations ». : Presses de l'Université du Québec. 600 p.
  - Christian S. Gargour, Marcel Gabrea, David Bensoussan, Venkat Ramachandran. 2018 « Théorie et conception des filtres analogiques ». Québec : Presses de l'Université du Québec. 592 p.
  - David Bensoussan. 2008 « Commande moderne : approche par modèles continus et discrets ». Montréal, Canada : Presses Internationales Polytechnique. 396 p.
  - David Bensoussan. 2008 « Téléphonie numérique et téléphonie IP ». Québec : Presses de l’Université du Québec. 252 p.
  - David Bensoussan. 2003 « Liaisons sans fil fixes pour la téléphonie ». Montreal, Canada : École de technologie supérieure. 171 p.
  - David Bensoussan. 2001 « De la téléphonie numérique à la téléphonie Internet ». Montréal : École de technologie supérieure. 239 p.
  - David Bensoussan. 2000 « Introduction à la communication par fibre optique : une approche pratique ». Montréal, Canada : École de technologie supérieure. 176 p.
  - Christian S. Gargour, V. Ramachandran, David Bensoussan. 1993 « Théorie et conception des filtres analogiques ». Montréal, Canada : Presses de l’Université du Québec. 652 p.
  - D. Bensoussan. 1984 « Emisores y receptores principios, propiedades, funciones ». Madrid : Instituto Oficial de Radio y Televisión. 107 p.
  - D. Bensoussan. 1984 « La modulación : principios y métodos ». Madrid : Instituto Oficial de Radio y Televisión. 111 p.
  - D. Bensoussan. 1984 « Reproducción del sonido ». Madrid : Instituto Oficial de Radio y Televisión. 134 p.
  - David Bensoussan. 1983 « Las Antennas ». Espagne : Instituto oficial de radio y television.
  - D. Bensoussan. 1981 « Émetteurs et récepteurs ». : Dunod. 101 p.
  - David Bensoussan. 1981 « Reproduire le son : microphones et haut-parleurs ». Paris : Dunod. 133 p.
  - D. Bensoussan. 1980 « La modulation : principes et méthodes ». Paris; Montréal : Dunod; Teccart. 104 p.
  - David Bensoussan. 1980 « Les Antennes ». Paris : Dunod. 152 p.
  - David Bensoussan. 1978 « Cours sur les communications : 26 brochures d'enseignement ». Montréal : Institut Teccart.